# Пращур Валентина Семенівна
Пращур Валентина Семенівна (нар. 13 квітня 1947- 20 листопада 2017, Кіровоград) — директор Кіровоградського обласного Центру народної творчості, депутат кіровоградської обласної ради, член постійної комісії обласної ради з питань освіти, науки, культури, туризму, спорту, у справах сім'ї, молодіжної політики. Заслужений працівник культури України,, нагороджена Орденом княгині Ольги ІІІ та ІІ ступеня, Орденом Української Православної Церкви «Святої Великомучениці Варвари», Почесною грамотою Верховної Ради України.